# 叔孫通
叔孫 通（しゅくそん とう、生没年不詳）は、秦末から前漢初めにかけての儒者。薛（現在の山東省滕州市）の人。

## 略歴
| 姓名           | 叔孫通                                                      |
| 時代           | 秦代 - 前漢時代                                             |
| 生没年         | 〔不詳〕                                                    |
| 字・別号       | 叔孫何（別名）                                              |
| 本貫・出身地等 | 魯郡薛県                                                    |
| 職官           | 博士〔秦→前漢〕→太常〔前漢〕 →太子太傅〔前漢〕→太常〔前漢〕 |
| 爵位・号等     | 稷嗣君〔前漢〕                                              |
| 陣営・所属等   | 二世皇帝→項梁→楚義帝→項羽 →劉邦→恵帝                        |
| 家族・一族     | 〔不詳〕                                                    |

秦の時に朝廷に召しだされた。二世皇帝の時に陳勝が蜂起すると、二世皇帝は儒者を呼び出して意見を尋ねた。儒者が「人臣に未遂というものはありません。反乱をしようと思った時点で反乱をしたのと同じです。急ぎ兵を出して反乱者を討つべきです」と答えると、二世皇帝は怒った。叔孫通は「儒者の言うことは誤りであります。天下が一家となると、城壁を破壊し武器を溶かしてこれらを使わないことを示しました。名君が上におり、法令が整っているのだから、どうして反乱者などおりましょう。これは盗賊が群れを成しただけであり、どうして憂う必要がありましょうか」と言った。二世皇帝は陳勝を反乱と言った者を獄に下し、盗賊と言った者は助けた。叔孫通には褒美を与え、首席博士とした。叔孫通が宿舎に戻ると、他の儒者が「なぜ追従を申すのだ」と言ったが、叔孫通は「私が懸命にやっとのことで、あなた達を虎の口から脱出させたのが分からないのですか」と答えた。その後、逃げ去って郷里の薛へ戻った。
薛は既に楚に降伏しており、項梁が薛へ来ると叔孫通は彼に従った。項梁が敗れると懐王に従い、項羽が懐王を義帝として長沙に遷すと、叔孫通は項羽に仕えた。高祖2年（紀元前205年）に漢王劉邦が諸侯を従えて楚の都彭城を落とすと、叔孫通は劉邦に降伏した。劉邦は儒者を憎んでいたので、叔孫通は儒者の服を止めて楚の服を着たので、劉邦は喜んだ。
叔孫通は漢に下ると、弟子を100人以上従えていたが、彼らを劉邦に推挙せず、元群盗ばかりを推挙した。弟子が「自分たちを推挙せず悪人ばかり推挙するのはなぜですか」と尋ねると、「漢王は今まさに天下を争って戦っているが、儒者が戦えるだろうか。だから戦いに役立つ者を推挙しているのだ。お前たちを忘れたわけではない、しばらく待て」と答えた。
劉邦は叔孫通を博士とし、稷嗣君の称号を与えた。劉邦が天下を統一し、諸侯が彼を皇帝に奉ると、叔孫通がその儀礼や制度を整えた。
高祖劉邦は秦の法律を廃止して簡易にしたため、大臣たちは朝廷での宴会の際に自分の功績を誇り、酔って叫びだしたり柱に斬りつけるなどという有様で、高祖はこれに悩んでいた。叔孫通は「儒者は進取には役立ちませんが守成には役立ちます。魯の儒者と私の弟子たちに朝廷での儀礼を制定させましょう」と申し出た。高祖が「（礼は自分のような者にとって）難しくないか？」と聞くと、「礼は王朝と共に変わるものです。古の礼と秦の礼を抜粋したいと思います」と答え、高祖は「私にもできるようにしてくれ。難しくするなよ」と言った。
叔孫通は魯の儒者を召しだした。その中に「貴公はこれまで何人もの主に仕え、その都度阿諛追従して地位を得ている。今は天下が統一されたばかりで死者も葬られていないというのに、礼を興そうとしているが、礼というのは百年も徳を積み重ねて初めて出来るものだ。貴公の行いは古には合致しない。私を汚そうとしないでくれ」と拒否する者がいたが、これを聞いた叔孫通は「時勢を知らぬ田舎儒者であろう」と笑った。
新たな儀礼を制定し、高祖に見せたところ、「これなら私にもできる」と言ったため、臣下にその儀礼を習わせた。高祖7年（紀元前200年）に長楽宮が完成し、諸侯、群臣と朝廷で祝賀会を執り行うと、この儀礼に従って儀式が行われた。諸侯王以下皆高祖を恐れ敬い、儀礼の通りにしない者は御史が強制退去させたため、宴会の際にも礼を失する者はいなかった。高祖は「私は初めて皇帝の尊さを知ったぞ」と言い、叔孫通を奉常とし金500斤を与えた。叔孫通は「私に従ってきた弟子や儒者たちがこの制度を共に作りましたので、彼らに官位をお与えください」と願ったので、高祖は皆を郎とした。叔孫通は賜った金を儒者たちに分け与え、儒者は「叔孫先生は聖人である。時勢に合ったなすべきことを分かっている」と喜んだ。
高祖9年（紀元前198年）に太子太傅に遷った。高祖12年（紀元前195年）に高祖が皇太子（恵帝）を趙王劉如意に換えようとすると、叔孫通は「昔、晋の献公は太子を廃して国が乱れ、天下の笑い者となりました。秦は扶蘇を早く立てなかったために胡亥が偽りにより後継者となり、滅びるに至ったことは陛下もご存知です。今、皇太子は仁にして孝行であると評判です。また呂后は陛下と苦難を共にした方であります。どうして背くことができましょう。陛下が嫡子を廃して少子を立てようというなら、先に私を処刑して下さい」と諫言した。高祖は「戯れを言っただけだ」と言ったが、叔孫通はさらに「太子は天下の根本です。根本が動揺すれば天下全体が大きく揺れます。天下を戯れにすることなどできましょうか」と言った。高祖は「分かった」と述べた。その後、張良の策により皇太子が四皓を連れて来たことで高祖は廃嫡を止めた。
その年に高祖が死ぬと皇太子が即位した。恵帝は叔孫通を奉常にし、宗廟の儀礼などを定めさせた。